# Tepeapulco
Tepeapulco és un municipi d'Hidalgo amb capital a Tepeapulco i principal centre de població d'aquesta municipalitat. Aquest municipi és a la part occidental de l'estat d'Hidalgo. Limita al nord amb el municipi de Cempoala, al sud amb estat de Mèxic, l'oest amb Tlanalapa i a l'est amb Apan, Emiliano Zapata).